# 化楽天
化楽天（けらくてん、梵: Nirmāṇarati, 巴: Nimmānarati）は、欲界における六欲天の第5の天とされる。化天、化自楽天、化自在天、楽変化天などともいう。

## 概説
この天に生まれたる者は、自己の対境（五境）を変化して娯楽の境とする。天人の身長は2里半で、つねに光を放ち、寿命は8000歳で人間の八百年を1日1夜とする。また男女が互いに相向かって笑えば、すなわち交媾の目的を果たし、子は男女の膝上より化生し、その大きさは人間の12歳の童子の如くであるといわれる。